# Be My Slave (Romanreihe)
Be My Slave (japanisch 私の奴隷になりなさい, Watashi no Dorei ni Narasai, z. D. Sei meine Sklavin) ist eine dreiteilige japanische BDSM-Erotik-Roman-Reihe des Pseudonym-Autors Satamishu (サタミシュウ). Die Romane erschienen zwischen 2005 und 2008 und wurden zwischen 2012 und 2018 in Japan verfilmt.

## Romanhandlungen

### Erster Teil (Small World)
In Small World verliebt sich ein Verlagsangestellter in seine Kollegin Kana. Die geheimnisvolle Frau weist seine Annäherungsversuche mehrfach zurück, ehe sie ihn schließlich nach Hause zu sich einlädt und ihre verborgenen Leidenschaften des BDSM einführt, wobei sie in die Rolle einer unterwürfigen Sklavin schlüpft.

### Zweiter Teil (Regate)
Der Werbefachmann Meguro steht kurz vor der Hochzeit mit seiner Verlobten, als er eine leidenschaftliche Affäre mit der verheirateten Akino beginnt. Als deren Ehemann dahinterkommt, setzt er Meguro unter Druck seine Frau zu einer Sex-Sklavin zu erziehen.

### Dritter Teil (It's Up to you)
Meguro erwartet mit seiner schwangeren Frau das gemeinsame Kind. Zur gleichen Zeit führt er ohne ihr Wissen weitere BDSM-Beziehungen und trifft die schüchterne Mayuko, die unter seiner Anleitung schon bald als Sklavin aufblüht.

## Veröffentlichung
Der erste Roman (Small World) erschien 2005 und war der Debütroman des Autors Satamishu. 2007 erschien der zweite Teil Remote. 2008 wurde der dritte Teil Up to you veröffentlicht. Herausgegeben wurden die Romane vom Verlag Kadokawa.

## Verfilmungen
2012 wurde der erste Teil der Reihe als Be My Slave verfilmt. Die Produktion übernahm Kadokawa Pictures. Die weibliche Hauptrolle spielte Mitsu Dan. Der Film wurde in Japan in lediglich einem Kino gezeigt und spielte über 20 Millionen Yen ein. Im Jahr 2018 folgten die Fortsetzungen Be My Slave 2 und Be My Slave 3. Die Rolle des Meguro verkörperte Katsuya Maiguma. Die weiblichen Hauptrollen der Akino und Mayuko spielten Yukihira Aika und Sugiyama Mio. Auch hier fungierte als Produzent Kadokawa Pictures.
In Deutschland wurden die Filme auf Deutsch synchronisiert von der Busch Media Group veröffentlicht.